# Atso Almila
Atso Aksel Almila (né le 13 juin 1953 à Helsinki) est un chef d'orchestre, compositeur et tromboniste finlandais.

## Biographie
En 1972, Atso Almila obtient son baccalauréat à l'école mixte finnoise d'Helsinki.
Ensuite, Atso Almila étudie le trombone et la direction d'orchestre à l'académie Sibelius sous la direction de Jorma Panula et la direction de chœur avec Harald Andersén. Il obtient son diplôme de chef d'orchestre en 1979.
En 1981 il participe avec Jukka-Pekka Saraste à un concours de chef d'orchestre à Norrköping. De 1975 à 1979 Almila dirige l'orchestre des polytechniciens.
De 1982 à 1987 et de 1989 à 1995 il dirige l’orchestre du Théâtre national de Finlande. De 1987 à 1989 il dirige l'Orchestre philharmonique de Tampere et de 1993 à 1995 l'Orchestre de la ville de Joensuu. De 1995 à 1999 il est à la tête de l'Orchestre de la ville de Kuopio. Depuis 2000, il est le chef d'orchestre invité principal de l'Orchestre de la ville de Seinäjoki.
De 1991 à 2002 il est assistant senior en direction d’orchestre à l'académie Sibelius et y enseigne la direction d’orchestre à partir de 2002, presque tous les étudiants qui y ont étudié la direction d'orchestre depuis les années 1980 ont bénéficié de ses enseignements. Il a aussi tenu des classes de maître, dont sa classe annuelle à Seinäjoki.

## Discographie
- Concertos for Tuba, French Horn and Trombone (Orchestre symphonique de Oulu,  1996)
- Contrabasso concertante - Finlandia (Jorma Katrama et Orchestre symphonique de Kuopio, 1998)
- Sibelius Rarities (Orchestre symphonique de Kuopio, 1999 - Finlandia)
- Piazzolla - Finlandia (Mika Vayrynen et Orchestre symphonique de Kuopio, 2000)